# NGC 1137
NGC 1137 је спирална галаксија у сазвежђу Кит која се налази на NGC листи објеката дубоког неба.
Деклинација објекта је + 2° 57' 43" а ректасцензија 2h 54m 2,7s. Привидна величина (магнитуда) објекта NGC 1137 износи 12,5 а фотографска магнитуда 13,3. NGC 1137 је још познат и под ознакама UGC 2374, MCG 0-8-43, CGCG 389-42, IRAS 02514+0245, PGC 10942.